# 12635 Hennylamers
12635 Hennylamers è un asteroide della fascia principale. Scoperto nel 1971, presenta un'orbita caratterizzata da un semiasse maggiore pari a 2,9957091 UA e da un'eccentricità di 0,1011176, inclinata di 10,35601° rispetto all'eclittica.